# DJ Gogo
DJ Gogo (* 9. März 1968; bürgerlich Peter Sacco) ist ein Schweizer Progressive-House-DJ, Produzent und Unternehmer. Er ist als Sohn italienischer Einwanderer in Wohlen aufgewachsen.

## Leben und Karriere
Seine Anfänge machte DJ Gogo 1987, als er das Spielen von Musikinstrumenten aufgab und stattdessen Platten aufzulegen begann. Sacco war massgeblich an der Entwicklung der damals noch mehrheitlich im Untergrund wirkenden Technobewegung in Zürich beteiligt. So eröffnete er 1991 zusammen mit Adriano Taurian einen der ersten Zürcher Techno-Clubs, veranstaltete in einem weiteren bekannten Club Partys und legte als DJ in verschiedenen Clubs auf. An der zweiten Street Parade 1993 war Gogo mit einem eigenen Lovemobile dabei.
1994 schloss sich Gogo dem Partylabel Tarot an, das unter anderem im Oxa sowie im nahe gelegenen Club Sensor Partys veranstaltete. Daneben begann er als Resident-DJ in einem bekannten Gay-Club aufzulegen, der in der Folge die Zürcher Partyszene mitprägte. Darüber hinaus legte DJ Gogo auch immer wieder im Ausland auf und war 1996 der erste Schweizer DJ, der im Club Pacha auf Ibiza auflegte.
Mit zunehmendem Erfolg als DJ begann Sacco Mitte der 1990er-Jahre auch seine Produzentenkarriere und wurde bei einem holländischen Label als Hauptproduzent und Künstler unter Vertrag genommen. In der Folge produzierte Gogo hauptsächlich Titel, die unter anderem von international bekannten DJs verwendet wurden. Im Gegensatz zu anderen ehemaligen Tarot-DJs, wie DJ Tatana, DJ Energy oder DJ Antoine, verzichtete Gogo jedoch auf die Veröffentlichung von kommerziellen Platten. Seine für das kommerzielle Publikum bestimmte Produktionen beschränkten sich im Wesentlichen auf sein Album Deep aus dem Jahre 2001 sowie die beiden Compilations Street Parade 2004 Underground und Q1, mit denen er jeweils in die Schweizer Hitparade gelangte.
Im Frühling 2001 übernahm Gogo zusammen mit mehreren Partnern einen Zürcher Club und machte daraus den Club Q, wo er nebst Mitbesitzer auch Resident-DJ ist.